# 陳赫 (中國吉林籍演員)
陈赫（1990年05月13日—），男，吉林人，中国演员，吉林艺术学院导表专业。

## 生平
在2016年，主演窦微、刘红民导演的电影《我想静静》，饰演小明，合作演员夏望、于慧侨、萧鸿鹏、李嘉雯、赵小兵。
在2017年，主演马晨光导演的电影《关东风云-胡子》，饰演胡子李三，合作演员徐伟耀、陶贺伦、陈旭。

## 來源
1. ↑  . 豆瓣. 2016. （原始内容存档于2019-07-25）.
2. ↑  . 豆瓣. 2017. （原始内容存档于2019-07-29）.